# بودکی پیاستسکیه
بودکی پیاستسکیه (به لهستانی:  Budki Piaseckie) یک روستا در لهستان است که در گمینا ترشن واقع شده‌است.